# Compaq Computer Corporation
Compaq Computer Corporation és una companyia d'ordinadors personals fundada el 1982 per Rod Canion, Jim Harris i Bill Murto. Durant els anys 1980 Compaq va produir alguns dels primers PC compatibles amb IBM PC a un baix cost. El terme "COMPAQ" és un acrònim en anglès per a "Compatibility and Quality". Va existir com una empresa independent fins al 2002, quan es va fusionar amb Hewlett Packard i finalment la marca es va abandonar en 2013.

## Història

### Anys 1980
Compaq va ser fundada al febrer de 1982 per Rod Canion, Jim Harris i Bill Murto, els tres principals directius del fabricant de semiconductors Texas Instruments. Cadascun va invertir 1.000 dòlars per formar la companyia. La primera inversió en capital de risc va vindre dels socis Ben Rosen i Sevin-Rosen, després de citar-se en un restaurant de Houston i esbossar la idea del negoci en un tovalló.
El novembre de 1982 Compaq va anunciar el seu primer producte, la Compaq Portable, una computadora personal portàtil compatible amb IBM PC. Va ser posada a la venda al març de 1983 al preu de $2995, considerablement més barata que la Hyperion canadenc. La Compaq portable va ser un dels antecessors de la laptop actual. Va ser la segona PC compatible amb IBM, estant capaç de córrer tot el software que es podia córrer en una IBM PC. Va ser un èxit comercial, venent 53.000 unitats en el seu primer any. La Compaq Portable va ser la primera al rang de les Compaq Portable series. La companyia va ser capaç de posar en el mercat un clon legal d'IBM perquè IBM majoritàriament usava parts comprades de tercers ("Commercially available Off-The-Shelf" hardware) per als seus PC. Microsoft havia conservat el dret per autoritzar el sistema operatiu a altres fabricants d'ordinadors. L'única part que havia de ser duplicada va ser la BIOS, i això Compaq va fer-ho legalment fent servir enginyeria-inversa a un cost d'un milió de dòlars. Altres nombroses companyies aviat van seguir el mateix camí.
El 1985 es va posar a la venda la Compaq Deskpro 286, un ordinador d'escriptori de 16-bits fent servir un microprocessador Intel 80286 corrent a 6 MHz i amb 7MB de RAM, va ser considerablement més ràpid que un PC IBM. El Compaq Portable era capaç de córrer software IBM. Costava US$2000 el model amb 40MB de disc dur. Va ser la primera de la línia d'ordinadors Compaq Deskpro.
Després d'assolir la marca d'un volum de vendes de 500 milions de dòlars, el 1986 Compaq va posar a la venda el Compaq Portable II, significativament més petita que la seva predecessora, destacant un disseny renovellat amb un processador de 8 MHz i 10MB de disc dur. Va ser menys costosa que la IBM PC/AT amb $3199, o $4799 amb un disc dur. El 1987 Compaq va introduir en el mercat la primera PC basada en el nou microprocessador de Intel; l'80386, amb la Compaq Portable 386 i la Compaq Portable III. IBM no estava encara fent servir aquest processador, i posteriorment Compaq va establir el que es coneix desdenyosament com el negoci dels clons PC.

### 1990 - 2013
Als començaments de la dècada de 1990, Compaq va entrar al mercat de venda al detall amb la Compaq Presari, i va ser un dels primers fabricadors als anys 1990 en vendre un PC a un preu inferior a mil dòlars. Per assolir aquest preu, Compaq es va convertir en un dels primers fabricants que van utilitzar CPUs de AMD i Cyrix. La guerra de preus resultant de les activitats de Compaq va portar nombrosos competidors, notablement IBM i Packard Bell, fora del mercat dels PC.
El 1997, l'empresa va comprar Tàndem Computers, conegut per la seva línia de servidors sense aturada. Aquesta adquisició instantàniament li va donar a Compaq una presència al mercat de negocis d'alta qualitat. El 1998, va adquirir Digital Equipment Corporation, la companyia líder en l'anterior generació dels ordinadors durant els anys 1970 i principis dels anys 1980. Aquesta adquisició va fer a Compaq, alhora, el segon fabriant més gran d'ordinadors en termes d'ingressos.
El 2002, Compaq va afrontar una fusió amb Hewlett-Packard. Nombrosos grans accionistes d'HP, incloent Walter Hewlett, públicament es van oposar al tracte. Michael Capellas, aleshores CEO de Compaq, va deixar la companyia després d'un breu temps com a President d'HP. Carly Fiorina es va convertir en la nova CEO d'HP i va ser responsable de la companyia fusionada. Fiorina va dirigir Compaq prop de tres anys després que Capellas marxés, i en aquest temps, HP va acomiadar milers d'antics empleats de Compaq, el seu preu d'acció en general va declinar, els guanys no es van aixecar, i va continuar perdent mercat enfront de Dell. Enfront de la possibilitat d'ésser acomiadada per una junta directiva hostil, Fiorina va optar per anar-se'n al febrer de 2005 i Mark Hurd va prendre el seu lloc com CEO d'HP. Molts productes Compaq van ser remarcats amb la marca HP, mentre que la marca Compaq va romandre en altres línies de productes, i finalment la marca es va abandonar en 2013.

## Competència
HP competeix contra altres fabricants d'ordinadors incloent Alienware, Dell, Lenovo, Gateway, Sony, Toshiba, Acer, Asus, i d'altres. Originàriament la companyia competia amb IBM, fent possibles PC compatibles amb IBM, sovint més barates i ràpides que l'alternativa d'IBM i actualment amb Samsung.